# Presidenti del Consiglio dei ministri della Repubblica Italiana

Stendardo del presidente del Consiglio dei ministri della Repubblica Italiana

I presidenti del Consiglio dei ministri della Repubblica Italiana, dal 1946 (nascita della Repubblica Italiana) ad oggi, sono stati 31 e hanno presieduto complessivamente 68 governi.

## Elenco
| N°   | Presidente del Consiglio | Presidente del Consiglio | Presidente del Consiglio         | Mandato          | Mandato                                                                     | Partito                         | Governo e composizione                                                                        | Governo e composizione                                                                                     | Governo e composizione | Leg. (Elezioni) | Presidente della Repubblica                                  |
| N°   | Presidente del Consiglio | Presidente del Consiglio | Presidente del Consiglio         | Inizio           | Fine                                                                        | Partito                         | Governo e composizione                                                                        | Governo e composizione                                                                                     | Governo e composizione | Leg. (Elezioni) | Presidente della Repubblica                                  |
| ---- | ------------------------ | ------------------------ | -------------------------------- | ---------------- | --------------------------------------------------------------------------- | ------------------------------- | --------------------------------------------------------------------------------------------- | --- | --- | --- | ------------------------------------------------------------ |
| 1    |                          |                          | Alcide De Gasperi (1881-1954)    | 14 luglio 1946   | 2 febbraio 1947                                                             | Democrazia Cristiana            | De Gasperi II                                                                                 | | Comitato di Liberazione Nazionale DC-PSIUP-PCI-PRI                                                                              | AC (1946) | Enrico De Nicola (1946-1948)                                 |
| 1    | 2 febbraio 1947          | 1º giugno 1947           | Alcide De Gasperi (1881-1954)    | De Gasperi III   | Comitato di Liberazione Nazionale DC-PCI-PSI-PDL                            | Democrazia Cristiana            |                                                                                               | | | AC (1946) | Enrico De Nicola (1946-1948)                                 |
| 1    | 1º giugno 1947           | 24 maggio 1948           | Alcide De Gasperi (1881-1954)    | De Gasperi IV    |                                                                             | Democrazia Cristiana            | Centrismo DC-PSLI-PLI-PRI                                                                     | | | AC (1946) | Enrico De Nicola (1946-1948)                                 |
| 1    | 24 maggio 1948           | 27 gennaio 1950          | Alcide De Gasperi (1881-1954)    | De Gasperi V     | I (1948)                                                                    | Democrazia Cristiana            | Centrismo DC-PSLI-PLI-PRI                                                                     | Luigi Einaudi (1948-1955)                                                                                  | | |                                                              |
| 1    | 27 gennaio 1950          | 26 luglio 1951           | Alcide De Gasperi (1881-1954)    | De Gasperi VI    | I (1948)                                                                    | Democrazia Cristiana            | Centrismo DC-PSLI-PRI                                                                         | Luigi Einaudi (1948-1955)                                                                                  | | |                                                              |
| 1    | 26 luglio 1951           | 16 luglio 1953           | Alcide De Gasperi (1881-1954)    | De Gasperi VII   | I (1948)                                                                    | Democrazia Cristiana            | Centrismo DC-PRI                                                                              | Luigi Einaudi (1948-1955)                                                                                  | | |                                                              |
| 1    | 16 luglio 1953           | 17 agosto 1953           | Alcide De Gasperi (1881-1954)    | De Gasperi VIII  |                                                                             | Democrazia Cristiana            | DC                                                                                            | Luigi Einaudi (1948-1955)                                                                                  | II (1953) | |                                                              |
| 2    |                          |                          | Giuseppe Pella (1902-1981)       | 17 agosto 1953   | 19 gennaio 1954                                                             | Democrazia Cristiana            | Pella                                                                                         | Luigi Einaudi (1948-1955)                                                                                  | II (1953) | DC con l'appoggio esterno di: PNM-PLI-PRI e l'astensione di: MSI-PSDI |                                                              |
| 3    |                          |                          | Amintore Fanfani (1908-1999)     | 19 gennaio 1954  | 10 febbraio 1954                                                            | Democrazia Cristiana            | Fanfani I                                                                                     | Luigi Einaudi (1948-1955)                                                                                  | II (1953) | DC con l'appoggio esterno di: PRI e l'astensione di: PLI |                                                              |
| 4    |                          |                          | Mario Scelba (1901-1991)         | 10 febbraio 1954 | 6 luglio 1955                                                               | Democrazia Cristiana            | Scelba                                                                                        | Luigi Einaudi (1948-1955)                                                                                  | II (1953) | | Centrismo DC-PSDI-PLI con l'appoggio esterno di: PRI         |
| 5    |                          |                          | Antonio Segni (1891-1972)        | 6 luglio 1955    | 20 maggio 1957                                                              | Democrazia Cristiana            | Segni I                                                                                       | Centrismo DC-PSDI-PLI                                                                                      | II (1953) | Giovanni Gronchi (1955-1962) |                                                              |
| 6    |                          |                          | Adone Zoli (1887-1960)           | 20 maggio 1957   | 2 luglio 1958                                                               | Democrazia Cristiana            | Zoli                                                                                          | | II (1953) | Giovanni Gronchi (1955-1962) | DC con l'appoggio esterno di: PNM-MSI e l'astensione di: PMP |
| (3)  |                          |                          | Amintore Fanfani (1908-1999)     | 2 luglio 1958    | 16 febbraio 1959                                                            | Democrazia Cristiana            | Fanfani II                                                                                    | | Centrismo DC-PSDI con l'appoggio esterno di PRI                                                                                 | Giovanni Gronchi (1955-1962) | III (1958)                                                   |
| (5)  |                          |                          | Antonio Segni (1891-1972)        | 16 febbraio 1959 | 26 marzo 1960                                                               | Democrazia Cristiana            | Segni II                                                                                      | | DC con l'appoggio esterno di: PLI-PNM-PMP-MSI                                                                                   | Giovanni Gronchi (1955-1962) | III (1958)                                                   |
| 7    |                          |                          | Fernando Tambroni (1901-1963)    | 26 marzo 1960    | 27 luglio 1960                                                              | Democrazia Cristiana            | Tambroni                                                                                      | DC con l'appoggio esterno di MSI e PDI                                                                     | | Giovanni Gronchi (1955-1962) | III (1958)                                                   |
| (3)  |                          |                          | Amintore Fanfani (1908-1999)     | 27 luglio 1960   | 22 febbraio 1962                                                            | Democrazia Cristiana            | Fanfani III                                                                                   | DC con l'appoggio esterno di: PSDI-PLI-PRI                                                                 | | Giovanni Gronchi (1955-1962) | III (1958)                                                   |
| (3)  | 22 febbraio 1962         | 22 giugno 1963           | Amintore Fanfani (1908-1999)     | Fanfani IV       |                                                                             | Democrazia Cristiana            | Centrismo DC-PSDI-PRI con l'astensione di PSI                                                 | | | Giovanni Gronchi (1955-1962) | III (1958)                                                   |
| (3)  | 22 febbraio 1962         | 22 giugno 1963           | Amintore Fanfani (1908-1999)     | Fanfani IV       | Antonio Segni (1962-1964)                                                   | Democrazia Cristiana            | Centrismo DC-PSDI-PRI con l'astensione di PSI                                                 | | | | III (1958)                                                   |
| 8    |                          |                          | Giovanni Leone (1908-2001)       | 22 giugno 1963   | 5 dicembre 1963                                                             | Democrazia Cristiana            | Leone I                                                                                       | | DC con l'astensione di: PSI-PSDI-PRI                                                                                            | IV (1963) |                                                              |
| 9    |                          |                          | Aldo Moro (1916-1978)            | 5 dicembre 1963  | 23 luglio 1964                                                              | Democrazia Cristiana            | Moro I                                                                                        | | Centro-sinistra "organico" DC-PSI-PSDI-PRI                                                                                      | IV (1963) |                                                              |
| 9    | 23 luglio 1964           | 24 febbraio 1966         | Aldo Moro (1916-1978)            | Moro II          |                                                                             | Democrazia Cristiana            |                                                                                               | | Centro-sinistra "organico" DC-PSI-PSDI-PRI                                                                                      | IV (1963) |                                                              |
| 9    | 24 febbraio 1966         | 25 giugno 1968           | Aldo Moro (1916-1978)            | Moro III         | Giuseppe Saragat (1964-1971)                                                | Democrazia Cristiana            |                                                                                               | | Centro-sinistra "organico" DC-PSI-PSDI-PRI                                                                                      | IV (1963) |                                                              |
| (8)  |                          |                          | Giovanni Leone (1908-2001)       | 25 giugno 1968   | Giuseppe Saragat (1964-1971)                                                | 13 dicembre 1968                | Democrazia Cristiana                                                                          | Leone II                                                                                                   | | DC con l'astensione di: PSU-PRI | V (1968)                                                     |
| 10   |                          |                          | Mariano Rumor (1915-1990)        | 13 dicembre 1968 | Giuseppe Saragat (1964-1971)                                                | 6 agosto 1969                   | Democrazia Cristiana                                                                          | Rumor I | | Centro-sinistra "organico" DC-PSU-PRI | V (1968)                                                     |
| 10   | 6 agosto 1969            | 28 marzo 1970            | Mariano Rumor (1915-1990)        | Rumor II         | Giuseppe Saragat (1964-1971)                                                |                                 | Democrazia Cristiana                                                                          | DC con l'appoggio esterno di PSI e PSDI e l'astensione di PRI                                              | | | V (1968)                                                     |
| 10   | 28 marzo 1970            | 6 agosto 1970            | Mariano Rumor (1915-1990)        | Rumor III        | Giuseppe Saragat (1964-1971)                                                |                                 | Democrazia Cristiana                                                                          | Centro-sinistra "organico" DC-PSI-PSDI-PRI                                                                 | | | V (1968)                                                     |
| 11   |                          |                          | Emilio Colombo (1920-2013)       | 6 agosto 1970    | Giuseppe Saragat (1964-1971)                                                | 18 febbraio 1972                | Democrazia Cristiana                                                                          | Centro-sinistra "organico" DC-PSI-PSDI-PRI                                                                 | Colombo | | V (1968)                                                     |
| 12   |                          |                          | Giulio Andreotti (1919-2013)     | 18 febbraio 1972 | 26 giugno 1972                                                              | Democrazia Cristiana            | Andreotti I                                                                                   | | DC | Giovanni Leone (1971-1978) | V (1968)                                                     |
| 12   | 26 giugno 1972           | 8 luglio 1973            | Giulio Andreotti (1919-2013)     | Andreotti II     |                                                                             | Democrazia Cristiana            | Centrismo DC-PSDI-PLI                                                                         | VI (1972)                                                                                                  | | Giovanni Leone (1971-1978) |                                                              |
| (10) |                          |                          | Mariano Rumor (1915-1990)        | 8 luglio 1973    | 15 marzo 1974                                                               | Democrazia Cristiana            | Rumor IV                                                                                      | VI (1972)                                                                                                  | | Giovanni Leone (1971-1978) | Centro-sinistra "organico" DC-PSI-PSDI-PRI                   |
| (10) | 15 marzo 1974            | 23 novembre 1974         | Mariano Rumor (1915-1990)        | Rumor V          | Centro-sinistra "organico" DC-PSI-PSDI                                      | Democrazia Cristiana            |                                                                                               | VI (1972)                                                                                                  | | Giovanni Leone (1971-1978) |                                                              |
| (9)  |                          |                          | Aldo Moro (1916-1978)            | 23 novembre 1974 | 12 febbraio 1976                                                            | Democrazia Cristiana            | Moro IV                                                                                       | VI (1972)                                                                                                  | | Giovanni Leone (1971-1978) | Centrismo DC-PRI con l'appoggio esterno di PSI-PSDI          |
| (9)  | 12 febbraio 1976         | 30 luglio 1976           | Aldo Moro (1916-1978)            | Moro V           |                                                                             | Democrazia Cristiana            | DC con l'appoggio esterno di PSDI e l'astensione di PLI-PRI-PSI                               | VI (1972)                                                                                                  | | Giovanni Leone (1971-1978) |                                                              |
| (12) |                          |                          | Giulio Andreotti (1919-2013)     | 30 luglio 1976   | 13 marzo 1978                                                               | Democrazia Cristiana            | Andreotti III                                                                                 | DC con l'astensione di: PCI-PLI-PRI-PSDI-PSI                                                               | VII (1976) | Giovanni Leone (1971-1978) |                                                              |
| (12) | 13 marzo 1978            | 21 marzo 1979            | Giulio Andreotti (1919-2013)     | Andreotti IV     | DC con l'appoggio esterno di: PCI-PRI-PSDI-PSI                              | Democrazia Cristiana            |                                                                                               | | VII (1976) | Giovanni Leone (1971-1978) |                                                              |
| (12) | 21 marzo 1979            | 5 agosto 1979            | Giulio Andreotti (1919-2013)     | Andreotti V      |                                                                             | Democrazia Cristiana            | Centrismo DC-PSDI-PRI                                                                         | Sandro Pertini (1978-1985)                                                                                 | VII (1976) | |                                                              |
| 13   |                          |                          | Francesco Cossiga (1928-2010)    | 5 agosto 1979    | 4 aprile 1980                                                               | Democrazia Cristiana            | Cossiga I                                                                                     | Sandro Pertini (1978-1985)                                                                                 | Centrismo DC-PSDI-PLI | VIII (1979) |                                                              |
| 13   | 4 aprile 1980            | 18 ottobre 1980          | Francesco Cossiga (1928-2010)    | Cossiga II       |                                                                             | Democrazia Cristiana            | Centro-sinistra "organico" DC-PSI-PRI                                                         | Sandro Pertini (1978-1985)                                                                                 | | VIII (1979) |                                                              |
| 14   |                          |                          | Arnaldo Forlani (1925-2023)      | 18 ottobre 1980  | 28 giugno 1981                                                              | Democrazia Cristiana            | Forlani                                                                                       | Sandro Pertini (1978-1985)                                                                                 | Centro-sinistra "organico" DC-PSI-PSDI-PRI                                                                                      | VIII (1979) |                                                              |
| 15   |                          |                          | Giovanni Spadolini (1925-1994)   | 28 giugno 1981   | 23 agosto 1982                                                              | Partito Repubblicano Italiano   | Spadolini I                                                                                   | Sandro Pertini (1978-1985)                                                                                 | | VIII (1979) | Pentapartito DC-PSI-PSDI-PRI-PLI                             |
| 15   | 23 agosto 1982           | 1º dicembre 1982         | Giovanni Spadolini (1925-1994)   | Spadolini II     |                                                                             | Partito Repubblicano Italiano   |                                                                                               | Sandro Pertini (1978-1985)                                                                                 | | VIII (1979) | Pentapartito DC-PSI-PSDI-PRI-PLI                             |
| (3)  |                          |                          | Amintore Fanfani (1908-1999)     | 1º dicembre 1982 | 4 agosto 1983                                                               | Democrazia Cristiana            | Fanfani V                                                                                     | Sandro Pertini (1978-1985)                                                                                 | DC-PSI-PSDI-PLI con l'appoggio esterno di PRI                                                                                   | VIII (1979) |                                                              |
| 16   |                          |                          | Bettino Craxi (1934-2000)        | 4 agosto 1983    | 1º agosto 1986                                                              | Partito Socialista Italiano     | Craxi I                                                                                       | Sandro Pertini (1978-1985)                                                                                 | Pentapartito DC-PSI-PSDI-PRI-PLI                                                                                                | IX (1983) |                                                              |
| 16   | 1º agosto 1986           | 18 aprile 1987           | Bettino Craxi (1934-2000)        | Craxi II         | Francesco Cossiga (1985-1992)                                               | Partito Socialista Italiano     |                                                                                               | | Pentapartito DC-PSI-PSDI-PRI-PLI                                                                                                | IX (1983) |                                                              |
| (3)  |                          |                          | Amintore Fanfani (1908-1999)     | 18 aprile 1987   | Francesco Cossiga (1985-1992)                                               | 29 luglio 1987                  | Democrazia Cristiana                                                                          | Fanfani VI                                                                                                 | | IX (1983) | DC-Ind.                                                      |
| 17   |                          |                          | Giovanni Goria (1943-1994)       | 29 luglio 1987   | Francesco Cossiga (1985-1992)                                               | 13 aprile 1988                  | Democrazia Cristiana                                                                          | Goria | | Pentapartito DC-PSI-PSDI-PRI-PLI | X (1987)                                                     |
| 18   |                          |                          | Ciriaco De Mita (1928-2022)      | 13 aprile 1988   | Francesco Cossiga (1985-1992)                                               | 23 luglio 1989                  | Democrazia Cristiana                                                                          | De Mita | | Pentapartito DC-PSI-PSDI-PRI-PLI | X (1987)                                                     |
| (12) |                          |                          | Giulio Andreotti (1919-2013)     | 23 luglio 1989   | Francesco Cossiga (1985-1992)                                               | 13 aprile 1991                  | Democrazia Cristiana                                                                          | Andreotti VI                                                                                               | | Pentapartito DC-PSI-PSDI-PRI-PLI | X (1987)                                                     |
| (12) | 13 aprile 1991           | 28 giugno 1992           | Giulio Andreotti (1919-2013)     | Andreotti VII    | Francesco Cossiga (1985-1992)                                               | Quadripartito DC-PSI-PSDI-PLI   | Democrazia Cristiana                                                                          | | | | X (1987)                                                     |
| 19   |                          |                          | Giuliano Amato (1938)            | 28 giugno 1992   | 29 aprile 1993                                                              | Quadripartito DC-PSI-PSDI-PLI   | Partito Socialista Italiano                                                                   | Amato I | XI (1992) | Oscar Luigi Scalfaro (1992-1999) |                                                              |
| 20   |                          |                          | Carlo Azeglio Ciampi (1920-2016) | 29 aprile 1993   | 11 maggio 1994                                                              | Indipendente                    | Ciampi                                                                                        | | XI (1992) | Oscar Luigi Scalfaro (1992-1999) | DC-PSI-PDS-PSDI-PRI-PLI-FdV                                  |
| 21   |                          |                          | Silvio Berlusconi (1936-2023)    | 11 maggio 1994   | 17 gennaio 1995                                                             | Forza Italia                    | Berlusconi I                                                                                  | | Polo delle Libertà- Polo del Buon Governo FI-LN-MSI-CCD-UdC                                                                     | Oscar Luigi Scalfaro (1992-1999) | XII (1994)                                                   |
| 22   |                          |                          | Lamberto Dini (1931)             | 17 gennaio 1995  | 18 maggio 1996                                                              | Indipendente                    | Dini                                                                                          | | Governo tecnico con l'appoggio esterno di: PDS-PPI-PSI-FdV-La Rete-CS-LN                                                        | Oscar Luigi Scalfaro (1992-1999) | XII (1994)                                                   |
| 23   |                          |                          | Romano Prodi (1939)              | 18 maggio 1996   | 21 ottobre 1998                                                             | Indipendente di centro-sinistra | Prodi I                                                                                       | | L'Ulivo PDS-PPI-RI-UD-FdV-SI-SR-PS-FL-MCU con l'appoggio esterno di: PRC-PRI-Rete                                               | Oscar Luigi Scalfaro (1992-1999) | XIII (1996)                                                  |
| 24   |                          |                          | Massimo D'Alema (1949)           | 21 ottobre 1998  | 22 dicembre 1999                                                            | Democratici di Sinistra         | D'Alema I                                                                                     | L'Ulivo DS-PPI-UDR-RI-FdV-PdCI-SDI con l'appoggio esterno di: Rete-IdV                                     | | Oscar Luigi Scalfaro (1992-1999) | XIII (1996)                                                  |
| 24   | 22 dicembre 1999         | 26 aprile 2000           | Massimo D'Alema (1949)           | D'Alema II       | L'Ulivo DS-PPI-Dem-UDEUR-FdV-PdCI-RI-UV con l'astensione di: SDI-UpR-PRI-PS | Democratici di Sinistra         | Carlo Azeglio Ciampi (1999-2006)                                                              | | | | XIII (1996)                                                  |
| (19) |                          |                          | Giuliano Amato (1938)            | 26 aprile 2000   | 11 giugno 2001                                                              | Indipendente di centro-sinistra | Carlo Azeglio Ciampi (1999-2006)                                                              | Amato II                                                                                                   | L'Ulivo DS-PPI-Dem-UDEUR-FdV-PdCI-RI-SDI                                                                                        | | XIII (1996)                                                  |
| (21) |                          |                          | Silvio Berlusconi (1936-2023)    | 11 giugno 2001   | 23 aprile 2005                                                              | Forza Italia                    | Carlo Azeglio Ciampi (1999-2006)                                                              | Berlusconi II                                                                                              | | Casa delle Libertà FI-AN-LN-UDC-NPSI-PRI | XIV (2001)                                                   |
| (21) | 23 aprile 2005           | 17 maggio 2006           | Silvio Berlusconi (1936-2023)    | Berlusconi III   |                                                                             | Forza Italia                    | Carlo Azeglio Ciampi (1999-2006)                                                              | | | Casa delle Libertà FI-AN-LN-UDC-NPSI-PRI | XIV (2001)                                                   |
| (23) |                          |                          | Romano Prodi (1939)              | 17 maggio 2006   | 8 maggio 2008                                                               | Indipendente di centro-sinistra | Prodi II                                                                                      | | L'Unione DS-DL/PD-PRC-RnP-PdCI-IdV-FdV- UDEUR-ISI-DCU-LpA-AL-SD-LD-MRE con l'appoggio esterno di: PDM-IdM-CU-UD-SVP-ALD-AISA-SC | XV (2006) | Giorgio Napolitano (2006-2015)                               |
| (21) |                          |                          | Silvio Berlusconi (1936-2023)    | 8 maggio 2008    | 16 novembre 2011                                                            | Il Popolo della Libertà         | Berlusconi IV                                                                                 | | Centro-destra PdL-LN-MpA-CN-PT-FdS-DC                                                                                           | XVI (2008) | Giorgio Napolitano (2006-2015)                               |
| 25   |                          |                          | Mario Monti (1943)               | 16 novembre 2011 | 28 aprile 2013                                                              | Indipendente                    | Monti                                                                                         | | Governo tecnico con l'appoggio esterno di: PdL-PD-UdC-FLI-ApI-RI-MpA- PID-PLI-PRI-LD-AdC-PSI-MAIE                               | XVI (2008) | Giorgio Napolitano (2006-2015)                               |
| 26   |                          |                          | Enrico Letta (1966)              | 28 aprile 2013   | 22 febbraio 2014                                                            | Partito Democratico             | Letta                                                                                         | | Grande coalizione PD-PdL/NCD-SC-UdC-PpI-RI con l'appoggio esterno di: PSI-SVP-PATT-USEI- MAIE-UV-CD-UpT-GAPP                    | XVII (2013) | Giorgio Napolitano (2006-2015)                               |
| 27   |                          |                          | Matteo Renzi (1975)              | 22 febbraio 2014 | 12 dicembre 2016                                                            | Partito Democratico             | Renzi                                                                                         | | PD, NCD, UdC, SC, PSI, DemoS, CD con l'appoggio esterno di: ALA, SVP, PATT, UpT, USEI, UV, ApI, IdV, MAIE                       | XVII (2013) | Giorgio Napolitano (2006-2015)                               |
| 28   |                          |                          | Paolo Gentiloni (1954)           | 12 dicembre 2016 | 1º giugno 2018                                                              | Partito Democratico             | Gentiloni                                                                                     | PD-NCD/AP-CpE-Demo.S-CD-PSI con l'appoggio esterno di: ALA-SC-MAIE-SVP-PATT-SA- UV-IdV-UpT-USEI-Mod-LC-LPP | Sergio Mattarella (dal 2015) | XVII (2013) |                                                              |
| 29   |                          |                          | Giuseppe Conte (1964)            | 1º giugno 2018   | 5 settembre 2019                                                            | Indipendente di area M5S        | Conte I                                                                                       | | Sergio Mattarella (dal 2015) | M5S-LSP-MAIE con l'appoggio esterno di: PLI-PSd'Az-MNS | XVIII (2018)                                                 |
| 29   | 5 settembre 2019         | 13 febbraio 2021         | Giuseppe Conte (1964)            | Conte II         |                                                                             | Indipendente di area M5S        | M5S, PD, LeU, IV, MAIE con l'appoggio esterno di: PSI, CD, UV, CpE, PATT, SVP, SF, PP-AP, Mod | | Sergio Mattarella (dal 2015) | | XVIII (2018)                                                 |
| 30   |                          |                          | Mario Draghi (1947)              | 13 febbraio 2021 | 22 ottobre 2022                                                             | Indipendente                    | Draghi                                                                                        | | Sergio Mattarella (dal 2015) | Governo di unità nazionale LSP-M5S-Az-FI-PD-Ipf-IV-Art.1-+Eu-NcI-CD con l'appoggio esterno di: C!/IaC-CI-PSI-UdC-PATT-SVP- CpE-RI-NPSI-èV-PeC-SF- Mod-PP-PSd'Az-nDC-MAIE-USEI | XVIII (2018)                                                 |
| 31   |                          |                          | Giorgia Meloni (1977)            | 22 ottobre 2022  | in carica                                                                   | Fratelli d'Italia               | Meloni                                                                                        | | Sergio Mattarella (dal 2015) | Centro-destra FdI, LSP, FI, NM con l'appoggio esterno di: CI, UdC, MAIE, MA                                                                                                   | XIX (2022)                                                   |

## Statistiche e primati
Il primo a ricoprire la carica è stato Alcide De Gasperi, che fu anche l'ultimo presidente del Consiglio dei ministri del Regno d'Italia: egli, infatti, fu presidente del Consiglio dal 10 dicembre 1945 al 17 agosto 1953, guidando 8 governi consecutivi.
De Gasperi è perciò anche il politico che ha presieduto per più volte un governo, seguito da Giulio Andreotti (7 governi), Amintore Fanfani (6 governi), Mariano Rumor e Aldo Moro (entrambi 5 governi) e Silvio Berlusconi (4 governi). Due esecutivi, invece, sono stati presieduti, nell'ordine, da Antonio Segni, Giovanni Leone, Francesco Cossiga, Giovanni Spadolini, Bettino Craxi, Giuliano Amato, Romano Prodi, Massimo D'Alema e Giuseppe Conte. I restanti 16 hanno tutti presieduto un solo governo.
Il partito che ha annoverato il maggior numero di singoli presidenti del Consiglio è stata la DC (16), seguita da PD (3), PSI (2), PRI, FI/PdL, DS e FdI (1 ciascuno). I restanti 6 sono stati invece indipendenti, in quanto non affiliati ufficialmente a nessuna particolare forza politica durante il loro mandato.
Fino al 1993, tutti i presidenti del Consiglio erano parlamentari al momento della nomina. Il primo a non sedere in parlamento all'atto di nomina fu Ciampi, a cui seguirono poi Dini, Amato al suo secondo governo, Renzi, Conte e Draghi.
Il presidente più giovane è stato Matteo Renzi, che assunse la carica a 39 anni e un mese; il più anziano è stato Amintore Fanfani, che iniziò e terminò il suo sesto ed ultimo mandato nel 1987, a 79 anni compiuti.
La prima, e finora unica, presidente del Consiglio donna è Giorgia Meloni, che ha assunto la carica il giorno 22 ottobre 2022.
Silvio Berlusconi è stato il presidente del Consiglio rimasto complessivamente in carica per più tempo, 3 339 giorni (oltre che il terzo più longevo in assoluto nella storia dell'Italia unita, dopo Benito Mussolini e Giovanni Giolitti), mentre Fernando Tambroni è il presidente rimasto in carica per il tempo più breve (123 giorni).
Il governo più duraturo è stato il secondo governo Berlusconi, della durata di 1 412 giorni, mentre quello più breve è stato il primo Fanfani, durato appena 22 giorni.
Entrambi i governi guidati da Romano Prodi sono stati finora gli unici esecutivi che, dopo aver ottenuto inizialmente la fiducia parlamentare, furono poi costretti alle dimissioni dopo ad essere stati sfiduciati con voto del Parlamento.
Quattro presidenti del Consiglio in seguito sono stati eletti presidenti della Repubblica: Antonio Segni, Giovanni Leone, Francesco Cossiga e Carlo Azeglio Ciampi.

### Provenienza regionale
La regione di nascita dei presidenti del Consiglio è riportata nella seguente tabella.
Le regioni sono elencate in ordine alfabetico, mentre i presidenti in ordine cronologico.
| Regione             | Num. | Presidenti del Consiglio                       |
| ------------------- | ---- | ---------------------------------------------- |
| Basilicata          | 1    | Colombo                                        |
| Campania            | 2    | Leone, De Mita                                 |
| Emilia-Romagna      | 2    | Zoli, Prodi                                    |
| Lazio               | 5    | Andreotti, D'Alema, Gentiloni, Draghi, Meloni  |
| Lombardia           | 3    | Craxi, Berlusconi, Monti                       |
| Marche              | 2    | Tambroni, Forlani                              |
| Piemonte            | 3    | Pella, Goria, Amato                            |
| Puglia              | 2    | Moro, Conte                                    |
| Sardegna            | 2    | Segni, Cossiga                                 |
| Sicilia             | 1    | Scelba                                         |
| Toscana             | 6    | Fanfani, Spadolini, Ciampi, Dini, Letta, Renzi |
| Trentino-Alto Adige | 1    | De Gasperi                                     |
| Veneto              | 1    | Rumor                                          |